# Exochella hymanae
Exochella hymanae is een mosdiertjessoort uit de familie van de Exochellidae. De wetenschappelijke naam van de soort is, als Parasmittina hymanae, voor het eerst geldig gepubliceerd in 1956 door Rogick.